# Bulgaria Open 2013
Die Bulgaria Eurasia Open 2013 im Badminton fanden vom 19. bis zum 22. August 2013 in Sofia statt.

## Austragungsort
- Sporthalle Sofia

## Sieger und Platzierte
| Disziplin    | Gold                                  | Silber                         | Bronze                            |
| ------------ | ------------------------------------- | ------------------------------ | --------------------------------- |
| Herreneinzel | Michał Rogalski                       | Iztok Utroša                   | Blagovest Kisyov                  |
| Herreneinzel | Michał Rogalski                       | Iztok Utroša                   | Steffen Rasmussen                 |
| Dameneinzel  | Stefani Stoeva                        | Linda Zechiri                  | Lianne Tan                        |
| Dameneinzel  | Stefani Stoeva                        | Linda Zechiri                  | Özge Bayrak                       |
| Herrendoppel | Martin Campbell Patrick MacHugh       | Joe Morgan Nic Strange         | Andrey Dolotov Alexandr Zinchenko |
| Herrendoppel | Martin Campbell Patrick MacHugh       | Joe Morgan Nic Strange         | Johannes Pistorius Marvin Seidel  |
| Damendoppel  | Petya Nedelcheva Dimitria Popstoikova | Gabriela Stoeva Stefani Stoeva | Özge Bayrak Neslihan Yiğit        |
| Damendoppel  | Petya Nedelcheva Dimitria Popstoikova | Gabriela Stoeva Stefani Stoeva | Victoria Dergunova Olga Morozova  |
| Mixed        | Anton Kaisti Gabriela Stoeva          | Marvin Seidel Yvonne Li        | Alexandr Zinchenko Olga Morozova  |
| Mixed        | Anton Kaisti Gabriela Stoeva          | Marvin Seidel Yvonne Li        | Ramazan Öztürk Neslihan Kılıç     |